# I liga 2000-2001
La I liga 2000-2001 fu la 75ª edizione della massima serie del campionato polacco di calcio, la 67ª edizione nel formato di campionato. La stagione iniziò il 22 luglio 2000 e si concluse il 13 giugno 2001. Il Wisła Cracovia vinse il campionato per la settima volta nella sua storia. Capocannoniere del torneo fu Tomasz Frankowski, attaccante del Wisła Cracovia, con 19 reti realizzate.

## Stagione

### Novità
Dalla I liga 1999-2000 vennero retrocessi in II liga il ŁKS e il Lech Poznań; mentre vennero promossi dalla II liga 1999-2000 lo Śląsk Breslavia e il GKS Katowice.
Prima dell'inizio della stagione il Petro Płock ha cambiato denominazione in Orlen Płock.

### Formula
Le sedici squadre partecipanti si affrontavano in un girone all'italiana con partite di andata e ritorno, per un totale di 30 giornate. La squadra prima classificata era campione di Polonia e si qualificava per il secondo turno preliminare della UEFA Champions League 2001-2002. Le squadre classificatesi al secondo e terzo posto si qualificavano per il turno preliminare della Coppa UEFA 2001-2002, assieme alla vincitrice della Coppa di Polonia, ammessa anch'essa al turno preliminare. Ulteriori due posti venivano assegnati per la partecipazione alla Coppa Intertoto UEFA 2001. Le ultime due classificate venivano retrocesse direttamente in II liga, mentre la terzultima classificata disputava un play-off promozione/retrocessione contro la terza classificata in II liga.

## Squadre partecipanti
| Club             | Città                 | Stagione precedente |
| ---------------- | --------------------- | ------------------- |
| Amica Wronki     | Wronki                | 6º posto in I liga  |
| Dyskobolia       | Grodzisk Wielkopolski | 11º posto in I liga |
| GKS Katowice     | Katowice              | 2º posto in II liga |
| Górnik Zabrze    | Zabrze                | 14º posto in I liga |
| Legia Varsavia   | Varsavia              | 4º posto in I liga  |
| Odra             | Wodzisław Śląski      | 9º posto in I liga  |
| Orlen Płock      | Płock                 | 12º posto in I liga |
| Pogoń Stettino   | Stettino              | 13º posto in I liga |
| Polonia Varsavia | Varsavia              | Campione di Polonia |
| Ruch Chorzów     | Chorzów               | 3º posto in I liga  |
| Ruch Radzionków  | Radzionków            | 10º posto in I liga |
| Śląsk Breslavia  | Breslavia             | 1º posto in II liga |
| Stomil Olsztyn   | Olsztyn               | 8º posto in I liga  |
| Widzew Łódź      | Łódź                  | 7º posto in I liga  |
| Wisła Cracovia   | Cracovia              | 2º posto in I liga  |
| Zagłębie Lubin   | Lubin                 | 5º posto in I liga  |

## Classifica finale
|  | Pos. | Squadra          | Pt | G  | V  | N  | P  | GF | GS | DR  |
|  | ---- | ---------------- | -- | -- | -- | -- | -- | -- | -- | --- |
|  | 1.   | Wisła Cracovia   | 62 | 30 | 19 | 5  | 6  | 66 | 27 | +39 |
|  | 2.   | Pogoń Stettino   | 53 | 30 | 16 | 5  | 9  | 43 | 33 | +10 |
|  | 3.   | Legia Varsavia   | 50 | 30 | 14 | 8  | 8  | 45 | 29 | +16 |
|  | 4.   | Polonia Varsavia | 46 | 30 | 13 | 7  | 10 | 38 | 34 | +4  |
|  | 5.   | Zagłębie Lubin   | 46 | 30 | 14 | 4  | 12 | 43 | 40 | +3  |
|  | 6.   | Amica Wronki     | 44 | 30 | 13 | 5  | 2  | 48 | 44 | +4  |
|  | 7.   | Ruch Chorzów     | 44 | 30 | 13 | 5  | 12 | 50 | 48 | +2  |
|  | 8.   | GKS Katowice     | 42 | 30 | 9  | 15 | 6  | 28 | 22 | +6  |
|  | 9.   | Odra             | 39 | 30 | 10 | 9  | 11 | 39 | 46 | -7  |
|  | 10.  | Dyskobolia       | 37 | 30 | 9  | 10 | 11 | 35 | 38 | -3  |
|  | 11.  | Śląsk Breslavia  | 36 | 30 | 9  | 9  | 12 | 32 | 38 | -6  |
|  | 12.  | Widzew Łódź      | 36 | 30 | 9  | 9  | 12 | 33 | 40 | -7  |
|  | 13.  | Górnik Zabrze    | 34 | 30 | 9  | 7  | 14 | 29 | 35 | -6  |
|  | 14.  | Stomil Olsztyn   | 34 | 30 | 10 | 4  | 16 | 22 | 41 | -19 |
|  | 15.  | Orlen Płock      | 31 | 30 | 9  | 4  | 17 | 36 | 55 | -19 |
|  | 16.  | Ruch Radzionków  | 31 | 30 | 9  | 4  | 17 | 29 | 51 | -22 |

Legenda:
      Campione di Polonia e ammessa alla UEFA Champions League 2001-2002.
      Ammessa alla Coppa UEFA 2001-2002.
      Ammessa alla Coppa Intertoto 2001.
 Ammessa allo spareggio promozione/retrocessione.
      Retrocessa in II liga 2001-2002.
Note:
Tre punti a vittoria, uno a pareggio, zero a sconfitta.

## Risultati
|                  | WiC  | Pog  | Leg  | Pol  | ZaL  | RuC  | Ami  | GKS  | Odr  | Dys  | Ślą  | Wid  | GóZ  | Sto  | Orl  | RuR  |
| ---------------- | ---- | ---- | ---- | ---- | ---- | ---- | ---- | ---- | ---- | ---- | ---- | ---- | ---- | ---- | ---- | ---- |
| Wisła Cracovia   | –––– | 1-2  | 3-3  | 4-0  | 3-0  | 2-0  | 4-0  | 3-1  | 2-1  | 1-1  | 2-2  | 2-2  | 3-0  | 2-0  | 1-2  | 4-0  |
| Pogoń Stettino   | 0-0  | –––– | 1-1  | 3-4  | 1-1  | 3-3  | 2-1  | 1-2  | 2-1  | 2-0  | 2-0  | 3-0  | 2-1  | 1-0  | 3-2  | 1-0  |
| Legia Varsavia   | 1-2  | 3-2  | –––– | 1-0  | 1-0  | 1-0  | 3-0  | 0-2  | 2-0  | 3-1  | 3-1  | 0-0  | 1-1  | 2-1  | 1-1  | 3-0  |
| Polonia Varsavia | 0-2  | 1-2  | 0-0  | –––– | 2-0  | 1-2  | 3-0  | 1-1  | 1-2  | 1-1  | 3-1  | 3-1  | 0-2  | 4-1  | 1-0  | 2-1  |
| Zagłębie Lubin   | 4-2  | 0-1  | 3-1  | 0-1  | –––– | 0-2  | 3-2  | 1-0  | 1-0  | 1-3  | 1-3  | 4-2  | 2-2  | 2-0  | 2-1  | 3-1  |
| Ruch Chorzów     | 2-1  | 0-1  | 1-4  | 0-3  | 1-2  | –––– | 3-1  | 0-0  | 3-0  | 4-3  | 3-1  | 2-1  | 3-2  | 4-1  | 1-1  | 1-2  |
| Amica Wronki     | 2-1  | 1-2  | 3-2  | 1-0  | 1-1  | 2-1  | –––– | 1-1  | 4-0  | 2-2  | 0-1  | 3-1  | 3-0  | 2-0  | 2-0  | 3-0  |
| GKS Katowice     | 0-3  | 0-0  | 1-0  | 0-0  | 0-2  | 1-1  | 4-1  | –––– | 2-2  | 1-1  | 1-1  | 3-1  | 1-1  | 2-0  | 0-0  | 3-0  |
| Odra             | 0-2  | 4-0  | 1-5  | 2-0  | 0-1  | 2-1  | 2-1  | 0-0  | –––– | 2-1  | 1-1  | 2-2  | 0-0  | 2-1  | 4-0  | 2-2  |
| Dyskobolia       | 0-3  | 2-1  | 0-1  | 0-0  | 2-0  | 0-2  | 1-1  | 1-0  | 1-1  | –––– | 1-2  | 1-1  | 2-1  | 1-0  | 1-2  | 3-0  |
| Śląsk Wrocław    | 0-1  | 1-0  | 1-1  | 0-1  | 2-1  | 3-2  | 1-1  | 0-1  | 2-2  | 1-1  | –––– | 0-0  | 1-0  | 0-1  | 0-1  | 1-1  |
| Widzew Łódź      | 3-0  | 1-0  | 0-0  | 0-0  | 1-0  | 1-0  | 0-1  | 0-0  | 4-1  | 1-2  | 0-3  | –––– | 1-0  | 1-1  | 3-2  | 3-1  |
| Górnik Zabrze    | 1-2  | 1-0  | 1-0  | 2-1  | 1-1  | 4-1  | 1-0  | 0-0  | 1-1  | 1-2  | 2-0  | 0-2  | –––– | 2-0  | 1-0  | 0-1  |
| Stomil Olsztyn   | 0-3  | 0-1  | 2-1  | 0-3  | 1-3  | 0-0  | 2-1  | 1-0  | 3-1  | 0-0  | 1-2  | 1-0  | 1-0  | –––– | 1-0  | 1-0  |
| Orlen Płock      | 0-5  | 1-4  | 1-0  | 0-1  | 1-3  | 3-4  | 2-6  | 0-0  | 1-2  | 1-0  | 2-1  | 4-1  | 1-0  | 1-2  | –––– | 6-3  |
| Ruch Radzionków  | 0-2  | 1-0  | 0-1  | 1-1  | 2-1  | 0-3  | 1-2  | 0-1  | 0-1  | 2-1  | 2-0  | 1-0  | 3-1  | 0-0  | 2-1  | –––– |

## Spareggi promozione/retrocessione
|                  | Risultati       |                  | Luogo e data              |
| ---------------- | --------------- | ---------------- | ------------------------- |
| Górnik Polkowice | 0 - 0           | Stomil Olsztyn   | Polkowice, 20 giugno 2001 |
| Stomil Olsztyn   | 0 - 0 (5-4 dtr) | Górnik Polkowice | Olsztyn, 24 giugno 2001   |
|                  |                 |                  |                           |

## Statistiche

### Classifica marcatori
Fonte: 90minut.pl
| Gol |  |  | Giocatore           | Squadra        |
| --- |  |  | ------------------- | -------------- |
| 19  |  |  | Tomasz Frankowski   | Wisła Cracovia |
| 14  |  |  | Zbigniew Grzybowski | Zagłębie Lubin |
| 13  |  |  | Marcin Mięciel      | Legia Varsavia |
| 11  |  |  | Mariusz Śrutwa      | Ruch Chorzów   |
| 10  |  |  | Arkadiusz Klimek    | Zagłębie Lubin |
| 10  |  |  | Olgierd Moskalewicz | Wisła Cracovia |